# ゼッポ・マルクス
ハーバート・マンフレッド・"ゼッポ"・マルクス（英語: Herbert Manfred "Zeppo" Marx、1901年2月25日 - 1979年11月30日）は、アメリカの俳優、コメディアン、タレント・エージェント、技術者。5人の「マルクス兄弟」の末っ子として5本の映画に出演した。

## 来歴
1901年2月25日にニューヨークのマンハッタンで、ユダヤ系移民の家庭に生まれる。「ゼッポ」という芸名の由来にはいくつかの説明がなされている。グルーチョは「ツェッペリン飛行船」にちなんでいると述べ、ハーポは「Mr.ジッポ」というチンパンジーの名から取られたと語った。ゼッポ自身の説明では、「zep」はイタリア系アメリカ人のスラングで「赤ちゃん」を指し、末っ子である自分が「zeppo」と名付けられたとしている。
ゼッポが幼い頃から、チコ、ハーポ、グルーチョ、ガンモの4人の兄は、音楽・喜劇グループとしてヴォードヴィルの舞台に立っていた。1918年に第一次世界大戦へとガンモが徴兵されたことで、それと入れ替わるようにゼッポが4人目の「マルクス兄弟」として参加した。兄の演技を見て育ったゼッポは、兄の誰かが病気などで舞台に出演できない際に、彼らの演技を模倣して代役を務めることができた。しかし、ゼッポ自身は独自のキャラクターを開発することはせず、もっぱら突っ込み役に徹していた。
ブロードウェイでの成功を経て、4人の兄弟は1929年にパラマウントと契約し、5本の映画に主演した。ここでもゼッポは、強烈なキャラクター性を持った3人の兄の横で、引き立て役の常識人を演じた。また、時には美男の優男として、映画にロマンスの要素を加えていた。3人の兄はパラマウントとの契約満了後も映画界にとどまったが、ゼッポは俳優活動から身を引いた。
俳優引退後には兄のガンモとともに大規模なタレント・エージェンシーを設立し、兄を初めとした多くの俳優の代理人を務めた。また、ゼッポには技術者としての素養もあり、第二次世界大戦中には兵器の部品を加工する会社を保有していたこともあった。心臓病患者の脈拍数を計測する腕時計 など、いくつかの発明で特許も取得している。
1977年のグルーチョの死によってマルクス兄弟最後の生き残りとなったゼッポは、1979年11月30日に、カリフォルニアのランチョ・ミラージュにおいて肺癌で死去した。

## 主な出演作品
- ココナッツ The Cocoanuts（1929年）
- けだもの組合 Animal Crackers（1930年）
- いんちき商売 Monkey Business（1931年）
- 御冗談でショ Horse Feathers（1932年）
- 我輩はカモである Duck Soup（1933年）